# Daubeuf-près-Vatteville
Daubeuf-près-Vatteville é uma comuna francesa na região administrativa da Normandia, no departamento de Eure. Estende-se por uma área de 11,23 km². Em 2010 a comuna tinha 470 habitantes (densidade: 41,9 hab./km²).